# Dysphania scyllea
Dysphania scyllea là một loài bướm đêm trong họ Geometridae.